# Station Kusięta Las
Station Kusięta Las is een gesloten spoorwegstation in de Poolse plaats Kusięta.